# Silene lerchenfeldiana
Silene lerchenfeldiana là loài thực vật có hoa thuộc họ Cẩm chướng. Loài này được Baumg. miêu tả khoa học đầu tiên năm 1816.